# Prospero Caterini
Prospero Caterini, italijanski rimskokatoliški diakon in kardinal, * 15. oktober 1795, Onano, † 28. oktober 1881.

## Življenjepis
7. marca 1853 je bil povzdignjen v kardinala in imenovan za kardinal-diakona S. Maria della Scala.
26. septembra 1860 je bil imenovan za prefekta Zbora Rimske kurije in 18. decembra 1876 še za kardinal-diakona S. Maria in Via Lata.